# T.M.REVOLUTION SINGLE COLLECTION 96-99 -GENESIS-
『T.M.REVOLUTION SINGLE COLLECTION 96-99 -GENESIS-』（ティーエムレヴォリューション シングル コレクション 96-99 ジェネシス）は、2009年3月25日にリリースされたT.M.Revolution12枚組ボックス・セット。発売元はエピックレコード。

## 解説
- 1996年のデビュー・シングルから、1999年の11枚目のシングルまでをリマスタリング、Blu-spec CD化。1997年・1998年に行われた「T.M.R. YEAR COUNTDOWN LIVE」のレア映像中心に収録した特典DVD封入。累計売上は0.4万枚を記録[1]。
- 11タイトルのシングル・ジャケットを掲載したフォトブック、各シングルのロゴステッカーシート、世界に一つのシリアルナンバー付。品番：ESCL 20001-20012。
- 同日、12cm化されたデビューからの11枚のシングルが個別販売（ESCL 3180～ESCL 3190）。

## 収録ディスク
1. 独裁 -monopolize-
1stシングル
2. 臍淑女 -ヴィーナス-
2ndシングル
3. HEART OF SWORD 〜夜明け前〜
3rdシングル
4. LEVEL 4
4thシングル
5. HIGH PRESSURE
5thシングル
6. WHITE BREATH
6thシングル
7. 蒼い霹靂〜JOG edit〜
7thシングル
8. HOT LIMIT
8thシングル
9. THUNDERBIRD
9thシングル
10. Burnin' X'mas
10thシングル
11. WILD RUSH
11thシングル
12. T.M.R. YEAR COUNTDOWN 96-07
特典DVD